# Dotzena

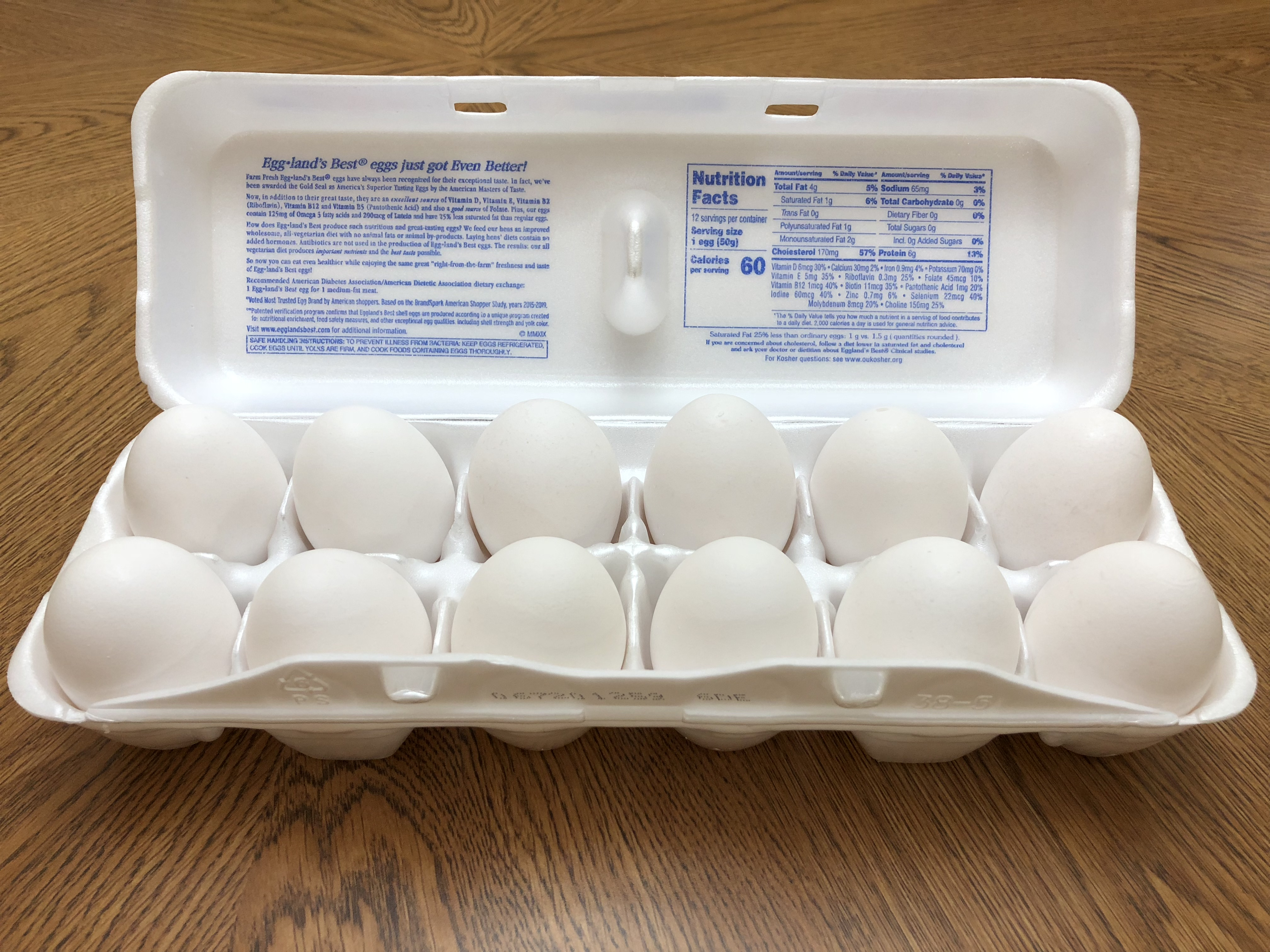
Una dotzena d'ous

Una dotzena és un conjunt format per dotze unitats, un conjunt de dotze coses de la mateixa espècie. El fet que el 12 sigui divisible per 1, 2, 3, 4, 6 i 12, implica la facilitat d'agrupar les dotzenes en tots aquests números. Dotze dotzenes són una grossa.

## Sistema duodecimal
La dotzena és la base del sistema duodecimal. Utilitzat ja pels sumeris i els babilonis, es va originar comptant amb el polze les falanges dels altres quatre dits de la mà: índex, dit del mig, anular i dit petit. D'aquí derivaria el sistema de numeració en base 60, consistent en la mescla de les bases decimal i duodecimal. Així, els anys es van dividir en 12 mesos, els dies en 24 hores (12 de dia i 12 de nit), les hores en 60 minuts i els minuts en 60 segons. El sistema anglès de mesura es basa en el sistema duodecimal: una polzada és 1/12 de peu, un cèntim és 1/12 de xíling. Actualment alguns articles s'envasen per dotzenes, o mitges dotzenes, com els ous i les llaunes de refrescos.

## Dotzena de frare
Una dotzena de frare és un conjunt de tretze. Es creu que l'expressió es diu perquè una dotzena de frares regida pel prior són tretze en total. També hi ha una versió popular que parla d'un frare que comprava els ous agrupant-los en sis, quatre i tres, i en pagava dotze, enduent-se'n tretze.